# Estació de Tortosa
|  | Per a altres significats, vegeu «Estació del Carrilet (Tortosa)». |

Tortosa és una estació de ferrocarril propietat d'Adif situada a la població de Tortosa, a la comarca catalana del Baix Ebre. L'estació es troba a la línia Tarragona - Tortosa/Ulldecona i es el final de la línia R16 dels serveis regionals de Rodalies de Catalunya, tot i que alguns trens continuen fins a València com mitjana distància. També hi ha serveis parcials de mitjana distància entre Tortosa i València, tots operats per Renfe Operadora.
L'estació es va inaugurar el 1867 com a part de la nova línia de ferrocarril entre Tarragona i València. La modificació del traçat de la línia el 1996 va suposar que la línia a Tortosa passà a ser una branca de la línia principal. L'any 2016 va registrar l'entrada de 125.000 passatgers.

## Història
La línia de ferrocarril de Barcelona a Tortosa s'inaugurà el 8 de maig de 1867 quan va entrar en servei el tram construït per la Companyia Ferroviària d'Almansa a València i Tarragona (AVT) entre l'Aldea i Ulldecona obrint l'últim tram d'una línia que ja tenia serveis des de l'Aldea cap al nord i des d'Ulldecona al sud des de 1865. Aquest tram va ser l'últim en posar-se en funcionament per la construcció del pont del riu Ebre.
El primer edifici va ser de fusta. L'arribada del ferrocarril va tenir una gran importància en l'immediat creixement i desenvolupament de la ciutat. Aquest fet va ser determinant perquè el nou eixample de Tortosa es fes a la part esquerra del riu i no a la banda dreta, com els enginyers militars havien previst en un principi. L'esdeveniment va coincidir amb la "Setembrada" republicana (1868).
El 1941 es posava en servei la línia de Tortosa a Prat de Compte, que posteriorment arribaria a Alcanyís i La Puebla de Híjar a l'Aragó. El traçat formava part d'una línia (Ferrocarril del Val de Zafán) que havia d'unir Aragó amb Sant Carles de la Ràpita, si bé mai va arribar a aquesta darrera localitat. El 1973 es tancava aquesta línia al servei de viatgers.
El principal canvi per a l'estació de Tortosa vindria l'any 1996 en el que es va posar en servei la variant de l'Ebre, per evitar la llarga volta per Tortosa dels trens Barcelona-València i així l'estació es convertia en cul-de-sac, en la qual només hi arriben trens regionals de la línia R16. L'estació de Tortosa actual manté encara la mateixa configuració de quan estava a la línia principal de Barcelona a València, amb un total de set vies, la general i sis desviades. Hi ha tres andanes comunicades a través de passos a nivell i d'un pas inferior. L'edifici se situa a la dreta de les vies, a la part exterior de la corba que descriuen les vies. Hi ha un moll de mercaderies i altres instal·lacions avui dia sense ús, com una grua o un antic dipòsit d'aigua.

## Serveis ferroviaris
| Serveis regionals de Rodalies de Catalunya |                             |       |                                        |                             |
| Procedència/Destinació                     | <                           | Línia | >                                      | Procedència/Destinació      |
| terminal Vinaròs València-Nord             | Ulldecona-Alcanar¹          |       | Camp-redó L'Aldea - Amposta - Tortosa² | Barcelona-Estació de França |
| València-Nord                              | L'Aldea - Amposta - Tortosa |       | terminal                               | terminal                    |
| terminal                                   | terminal                    | Avant | L'Aldea - Amposta - Tortosa            | Barcelona-Sants             |

1. Els regionals de la R16 que provenen o es dirigeixen cap a Ulldecona tornen a passar per L'Aldea - Amposta - Tortosa.
2. Alguns regionals de la R16 no efectuen parada a Camp-redó sent la següent o anterior L'Aldea - Amposta - Tortosa.

## Edifici
L'edifici de l'estació és de clara factura neoclàssica, dins del més pur academicisme de l'època, i és una obra protegida com a bé cultural d'interès local. Edifici de planta rectangular, de planta baixa i un pis elevat. Les façanes presenten composició de buits segons eixos verticals amb simetria central. A la planta baixa s'inscriuen buits amb arcs de mig punt (els central amb dovelles a contracavall) i alguns d'ells serveixen d'accés. Parament, pilastres i cantonades arrodonides amb encoixinats. La planta superior, també hi ha buits allindanats i amb trencaaigües neoclàssic elevats, separats de pilastres sobre paraments pintats, rematat per cornisa seguida, sobre la qual hi ha una balustrada correguda. A la part de les vies es cobreix amb una coberta d'estructura metàl·lica sostinguda per quatre columnes de ferro colat. Coberta de teula amb tremujals. En el recinte de l'estació hi ha altres construccions dedicades a magatzems, així com un dipòsit d'aigua metàl·lic.

## Galeria d'imatges

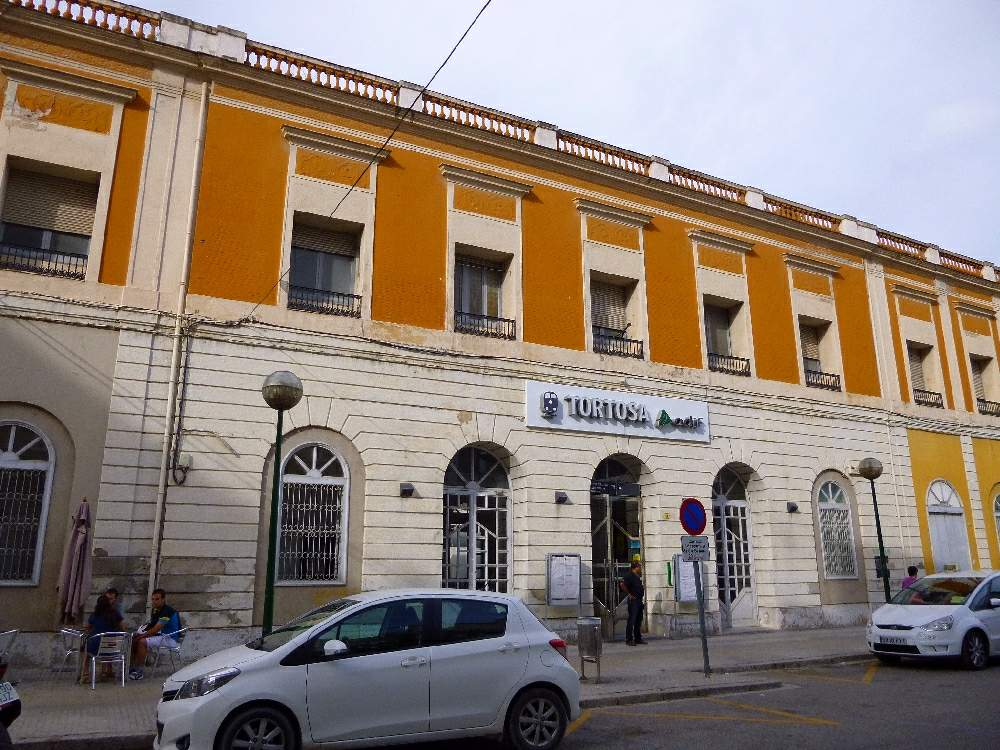
Accès de passatgers
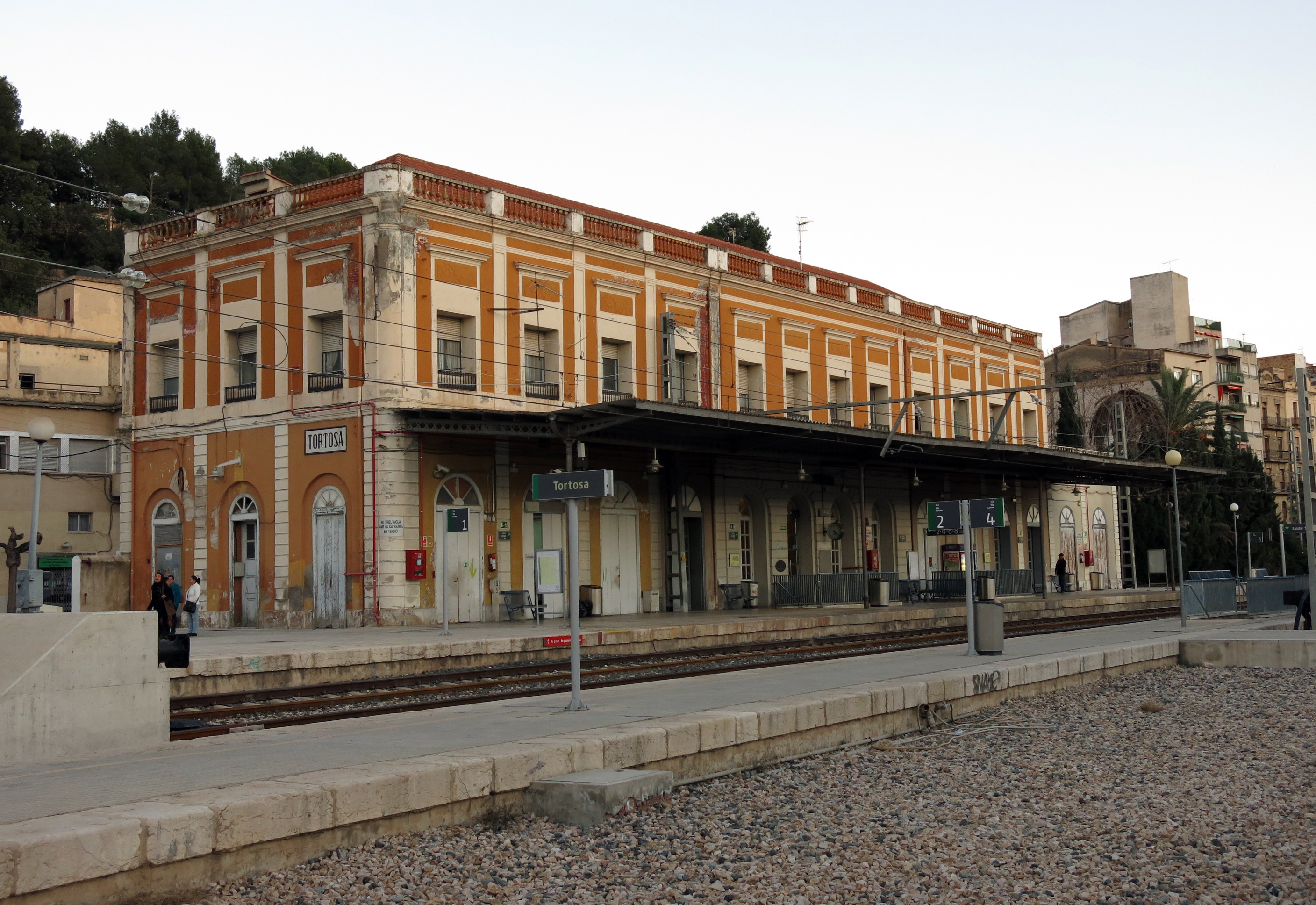
L'edifici de l'estació
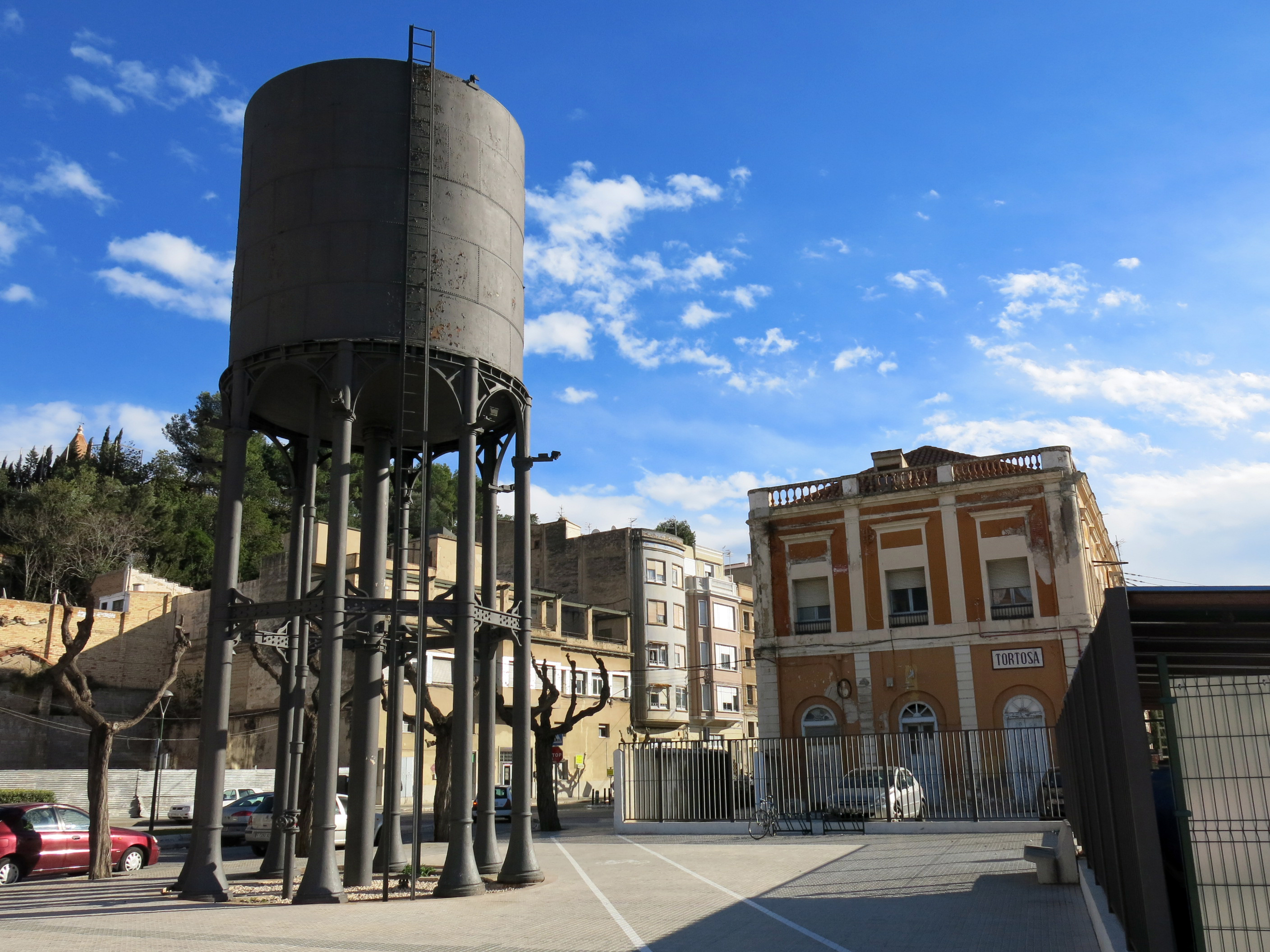
Vista de l'antic dipòsit d'aigua
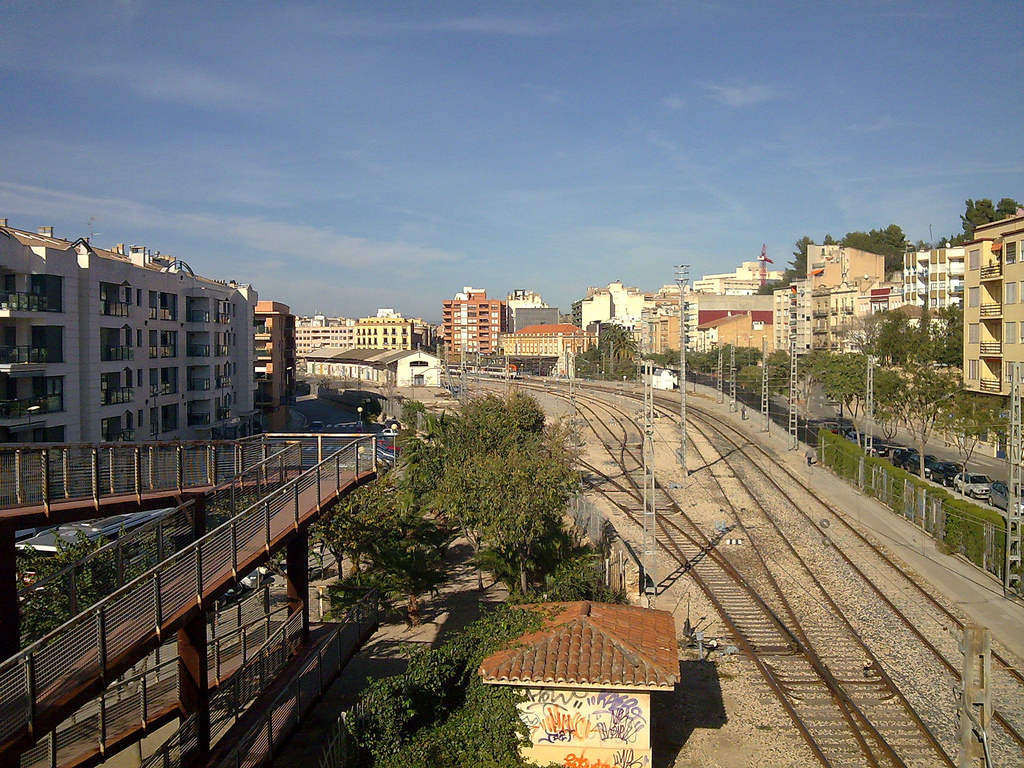
Entrada de vies a l'estació
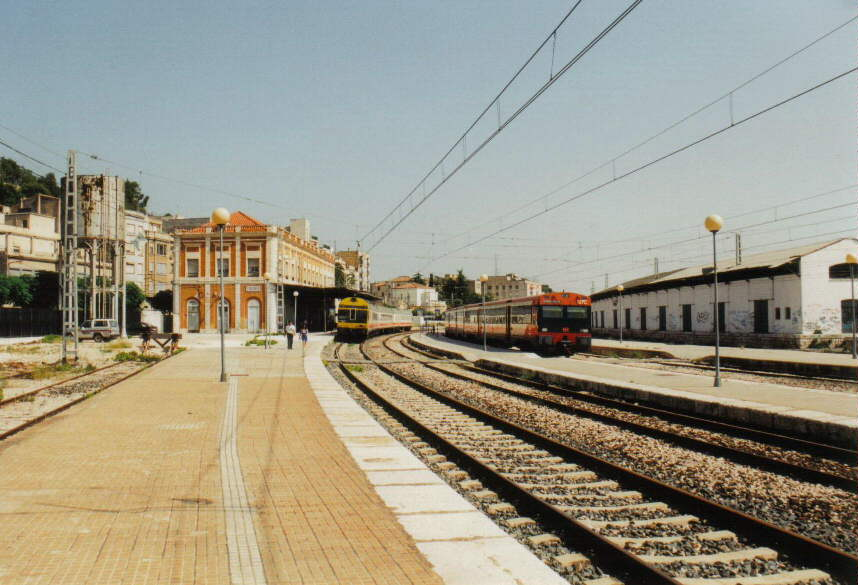
Vista general de l'estació l'any 2001